# Balanophyllia diffusa
Balanophyllia diffusa är en korallart som beskrevs av Harrison och Poole 1909. Balanophyllia diffusa ingår i släktet Balanophyllia och familjen Dendrophylliidae.
Artens utbredningsområde är Indiska oceanen. Inga underarter finns listade i Catalogue of Life.